# Kappa Pavonis
Kappa Pavonis (κ Pavonis, förkortat Kappa Pav, κ Pav), som är stjärnans Bayer-beteckning, är en ensam stjärna i den mellersta delen av stjärnbilden Påfågeln. Den har en genomsnittlig skenbar magnitud på +4,35 och är synlig för blotta ögat där ljusföroreningar ej förekommer. Baserat på parallaxmätningar i Hipparcos-uppdraget på ca 5,6 mas beräknas den befinna sig på ca 590 ljusårs (180 parsek) avstånd från solen.

## Egenskaper
Kappa Pavonis är en gul till vit stjärna som varierar från ljusstark jätte till superjätte av spektralklass F5-G5 I-II. Den har en radie som är ca 19 - 25 gånger större än solens och utsänder ca 565 gånger mera energi än solen från dess fotosfär vid en effektiv temperatur på 5 300 till 6 400 K.
Kappa Pavonis är en pulserande variabel av Cepheid-typ av underkategorin W Virginis-variabler (CW). Den varierar mellan skenbar magnitud +3,91 och 4,78 med en period av 9,083 dygn. Den är den ljusaste W Virginis-variabeln på himlen.